# Hallenstadion
L'Hallenstadion è un palazzetto multifunzionale di Zurigo. Ospita gli incontri casalinghi del ZSC Lions, squadra del campionato svizzero maschile di hockey su ghiaccio.

## Eventi

### Sport
- Campionato svizzero di hockey su ghiaccio
- Open di Zurigo
- WTA Tour Championships
- Campionato del mondo di hockey su ghiaccio (1998)
- Campionato europeo maschile di pallamano (2006)
- Final Four dell'European Champions League femminile 2006-2007